# Museo del Land de Maguncia
El Museo del Land de Maguncia  (antiguos nombres: Städtische Gemäldegalerie; Altertumsmuseum; Mittelrheinisches Landesmuseum) es uno de los museos más antiguos de Alemania. Una de sus instituciones predecesoras, la Städtische Gemäldesammlung, fue iniciada ya en 1803 por Jean-Antoine Chaptal a instancias de Napoleón Bonaparte mediante una donación de 36 cuadros y fundada por la ciudad de Maguncia. El museo, que se encuentra en los antiguos establos electorales, pertenece desde 2009 a la Dirección General del Patrimonio Cultural de Renania-Palatinado y, junto con el Museo Central Romano-Germánico y el Museo Gutenberg, es uno de los más importantes de Maguncia. Su colección de arte e historia cultural abarca desde la prehistoria a la época romana, la Edad Media y el Barroco hasta el Art Nouveau y el arte del siglo XX. Entre 2004 y 2010, el Landesmuseum Mainz fue parcialmente renovado por un total de 32 millones de euros y adaptado a los últimos requisitos educativos y técnicos del museo. 
- Datos: Q834183
- Multimedia: Landesmuseum Mainz / Q834183